# Пастурана
Пастурана (итал. Pasturana) је насеље у Италији у округу Алесандрија, региону Пијемонт.
Према процени из 2011. у насељу је живело 903 становника. Насеље се налази на надморској висини од 213 м.

## Становништво
| 1931. | 1936. | 1951. | 1961. | 1971. | 1981. | 1991. | 2001. | 2011. |
| ----- | ----- | ----- | ----- | ----- | ----- | ----- | ----- | ----- |
| 820   | 806   | 784   | 742   | 639   | 664   | 882   | 1.011 | 1.256 |